# کیزلینگبری
کیزلینگبری (به انگلیسی: Kislingbury) یک روستا و محله مدنی در بریتانیا است که در ساوت نورث‌همپتون‌شر واقع شده‌است. کیزلینگبری ۱٬۲۲۱ نفر جمعیت دارد.